# メイリー
メイリー（maylee、1975年8月26日 - ）は、日本の元ラジオパーソナリティ、元歌手。本名は清水 章代（しみず あきよ）。
1994年11月に東京パフォーマンスドール第5期研修生として入団し、1995年10月に退団。その後は「晶姫（あき）」として歌手活動をしていた。

## 人物
東京都出身のニューヨーク育ち。ネイティブな英語の発音と、その舌っ足らずなトークから誤解されがちだが、生粋の日本人である。4人兄妹のうち、日本にいるのはメイリーだけだったが、2008年3月にアメリカへと戻る。彼女の母親もアメリカ育ちで、複雑な家庭環境で育ったらしいが、常にメイリーのバックが恐ろしいと言われる。
歌手活動時は、スターダストプロモーションに所属して、CDリリースもしていた。KRUD（クラウド）というダンスユニットに所属していたこともあり、東芝EMIから一枚、エスエムイーレコーズから二枚シングルを出した。
KRUDとは、元々別の所属事務所であったためか、売れ行き不振や体調不良などを理由に活動を解消。その後、フリーでラジオなどに出演していた。

## 過去の出演番組
- 渋谷駅前109 II マルチビジョン　音楽番組「Sound Spark」ビデオジョッキー
- STARdigio 「COUNTDOWN R&B」
- 日テレ 「アンナ音楽出版」レギュラー
- CX 「Asia Bagus」 MC
- BSフジ　「Super Model Asia」 MC
- BS朝日 「AOYAMA VINTAGE CLUB」 DJ
- FM COCOLO 「Join Together」 DJ
- FM-FUJI 「J-Hits Power Station」（メイリーの担当は終了）
- STARdigio 「MANIAC LOVE」 DJ
- 香港国際観光振興会CM曲
- 北海道限定銀行CM曲
- テレビ東京 「BEATOPIA」 MC
- Air-G "KRUD Feel da Beat" Atsutoshi&maylee DJ
- The 37th Tokyo Motor Show 2003 Mazda Stand Main Stage映像出演
- FM NACK5 「Hits! The Town」（2008年3月をもって卒業）

## ディスコグラフィー
- 晶姫 「by name」
- KRUD feat. maylee 「Drivin'」（TBS「チューボーですよ!」エンドテーマソング）
- KRUD 「メイアイ」（CX「恋愛偏差値」挿入歌）
- KRUD 「君は天然色」（CX「世界ゴリッパですね」メインテーマソング）
- V.A. 「運河」 (トランス・レヴォリューション～The Best Of Trance Traxノンストップ・ミックス)

### 参加楽曲
- 『NEON GENESIS EVANGELION II』(1996年2月16日,KICA-290)
  - FLY ME TO THE MOON <Aki Jungle Version> - Aki名義
- 『NEON GENESIS EVANGELION III』(1996年5月22日,KICA-300)
  - FLY ME TO THE MOON <Aki Jungle TV. Size Version> - Aki名義、TVアニメ｢新世紀エヴァンゲリオン｣第十七話エンディング